# Helmuth von Pannwitz
Helmuth von Pannwitz (* 14. Oktober 1898 in Botzanowitz; † 16. Januar 1947 in Moskau) war deutscher Generalleutnant und Kommandierender General des XV. Kosaken-Kavallerie-Korps der Wehrmacht und Waffen-SS im Zweiten Weltkrieg.

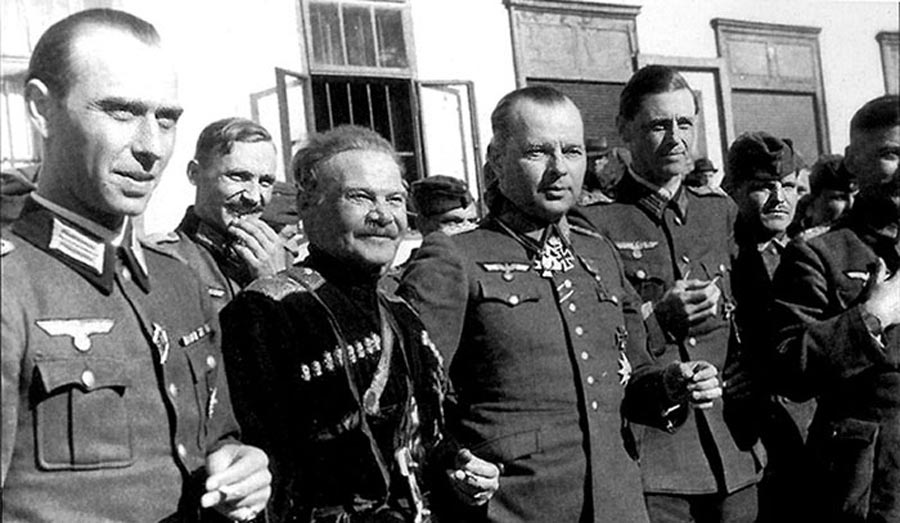
Helmuth von Pannwitz (1943);
Dritter von links in der ersten Reihe

## Leben

### Familie
Helmuth von Pannwitz entstammte der preußischen Adelsfamilie Pannwitz, die in der Lausitz und in Schlesien begütert war. Er war der zweite Sohn des preußischen Oberamtsrats Wilhelm von Pannwitz (1854–1931), Pächter der Domäne Botzanowitz, und dessen Ehefrau Hertha, geborene Retter (1876–1963). Er war mit Ingeborg Neuland (1916–1997) verheiratet. Aus der Ehe entstammen zwei Töchter und ein Sohn.

### Werdegang

#### Kaiserreich
Im Alter von zwölf Jahren besuchte er als Kadett die Kadettenanstalt in Wahlstatt, zu deren Zöglingen u. a. Paul von Hindenburg und Manfred von Richthofen gehörten, und wechselte später in die Hauptkadettenanstalt nach Lichterfelde bei Berlin.
Kurz nach Ausbruch des Ersten Weltkriegs trat er als Freiwilliger in das Ulanen-Regiment „Kaiser Alexander III. von Rußland“ (Westpreußisches) Nr. 1 der Preußischen Armee ein und nahm an den Kämpfen in Frankreich und den Karpaten teil. Wegen „Tapferkeit vor dem Feind“ wurde er im März 1915 im Alter von 16 Jahren zum Leutnant ernannt, danach mehrfach verwundet und mit beiden Klassen des Eisernen Kreuzes ausgezeichnet.

#### Zwischenkriegszeit
Nach dem Ersten Weltkrieg schloss sich Pannwitz dem Freikorps Aulock an, das während der polnischen Aufstände im Zusammenhang mit der oberschlesischen Volksabstimmung eingesetzt und später während des Kapp-Putsches in Breslau berühmt und berüchtigt wurde.
Einem Haftbefehl, den der Untersuchungsrichter in Breslau am 26. Januar 1921 gegen ihn erließ, weil er dringend verdächtigt war, in die Ermordung des Redakteurs der Schlesischen Arbeiter-Zeitung Bernhard Schottländer verstrickt gewesen zu sein, entzog Pannwitz sich durch Flucht nach Polen. Unter einem falschen Namen wurde er 1923 einer der Führer der Schwarzen Reichswehr und war in mehrere Fememorde verwickelt. Nach dem Scheitern des Küstriner Putsches flüchtete Pannwitz abermals nach Polen und kehrte erst nach der Amnestie im Jahre 1931 zurück. In Polen war Pannwitz als Landwirt tätig, zuletzt als Güterdirektor der Fürstin Radziwill in Młochów bei Warschau.
In Deutschland schloss er sich der NSDAP an und war als SA-Führer in Schlesien an der innerparteilichen Mord- und Verfolgungsaktion gegen die Gruppe um Röhm (von Hitlers Propaganda Niederschlagung des Röhm-Putsches genannt) beteiligt.
1935 reaktiviert, trat Pannwitz als Rittmeister und Schwadronchef in das Reiter-Regiment 2 in Angerburg ein und wurde im Juli 1938 nach dem Anschluss Österreichs als Abteilungs-Kommandeur in das Kavallerie-Regiment 11 in Stockerau bei Wien versetzt.

#### Zweiter Weltkrieg
Zu Anfang des Zweiten Weltkriegs befehligte er die Aufklärungsabteilung der 45. Infanterie-Division beim Überfall auf Polen, Frankreich- und während des Vormarsches im Russlandfeldzug, bis er im Dezember 1941 als Referent beim General der Schnellen Truppen in das OKH nach Lötzen in Ostpreußen versetzt wurde.
Vom Generalstabschef Kurt Zeitzler im OKH erhielt er im November 1942 die Genehmigung zur Aufstellung des Großverbandes der 1. Kosaken-Division, Aufstellungsort Mielau (poln.: Mława) im besetzten Polen. Sämtliche Don-, Kuban- und Terek-Kosaken, die bereits in deutschen Diensten standen, sowie kriegstaugliche Kosaken aus einem Auffanglager in Cherson in der Ukraine, wurden der Division zugeführt.
Die Vorbereitungszeit wurde von mehreren Fronteinsätzen auf der Krim und um Stalingrad als Kommandeur der Kampfgruppe von Pannwitz in der Zeit von November 1942 bis Anfang 1943 unterbrochen, bis die Division den Einsatzbefehl erhielt, nach Kroatien zu verlegen, um die Nachschublinien nach Griechenland im Kampf gegen die Tito-Partisanen zu sichern.
Die dort eingesetzten Kosaken-Verbände begingen in diesem Partisanenkrieg Plünderungen, Vergewaltigungen und Erschießungen im jugoslawischen Aufstandsgebiet. Innerhalb der ersten zwei Monate in Kroatien verhängte das Feldgericht der Division mindestens 20 Todesurteile in jedem der vier Regimenter.
Mitte 1944 gab es Bestrebungen, die Kosakendivision in die Waffen-SS einzugliedern. Am 26. August 1944 kam es diesbezüglich zu einer Unterredung mit Heinrich Himmler. Pannwitz versprach sich davon besseren Nachschub, modernere Waffen, mit einer höheren Kampfmoral. Zudem sollten sukzessive auch alle weiteren Kampfeinheiten der Kosaken Pannwitz’ Kommando unterstellt werden. Nach der Übernahme der Division im November 1944 wurden dazu aus weiteren Kosakeneinheiten des Heeres und der Ordnungspolizei eine zweite Division aufgestellt und zusammen mit der ersten zum XV. SS Kosaken-Kavallerie-Korps vereinigt. Am 1. Februar 1945 kam auch das Freiwillige Kosaken-Stamm-Regiment 5 in Döllersheim als Ausbildungs- und Ersatz-Regiment zur Waffen-SS. Pannwitz wurde zum Kommandeur des neuen Korps ernannt. Am 10. Februar 1945 wurde er auf eigenen Antrag aus der Wehrmacht entlassen und am folgenden Tag in die Waffen-SS überführt. Er bekleidete den Rang eines Generalleutnants der Waffen-SS und eines SS-Gruppenführers. Auf dem „Allkosakenkongress“ im März 1945 in Virovitica wurde er zum „Obersten Feldataman aller Kosakenheere“ gewählt.
In den letzten Wochen des Krieges versuchten die Kosakenverbände das von den Briten besetzte Gebiet Österreichs zu erreichen, um sich nicht den nachstoßenden sowjetischen und jugoslawisch-kommunistischen Partisanenverbänden ergeben zu müssen. Am 9. Mai 1945 nahm Pannwitz im Raum Lavamünd Verbindung zu der 11. britischen Panzerdivision auf, die drei Tage später im Raum Klagenfurt – St. Veit – Feldkirchen die Kapitulation des XV. Kosaken-Kavallerie-Korps in einer Stärke von ca. 25.000 Mann entgegennahm.
Während die britische Armee Ende Mai 1945 in Judenburg einen Großteil des Korps mit deren Familien, die mit den Kosakenstans bei Lienz lagerten, in der Operation Keelhaul an die Rote Armee auslieferte (bekannt geworden als „Lienzer Kosakentragödie“), wurde auch von Pannwitz am 27. Mai 1945 durch den britischen General Stephen Weir in Mülln festgenommen, nach Griffen überführt und am folgenden Tag in Judenburg den Sowjets übergeben. Bis Anfang Juli 1945 blieb er in Graz inhaftiert, anschließend in Moskau.
Helmuth von Pannwitz wurde zusammen mit elf weiteren Kosaken-Atamanen und Generalen, unter ihnen Pjotr Nikolajewitsch Krasnow, Andrei Grigorjewitsch Schkuro, Girej Klytsch und Timofei Nikolajewitsch Domanow, am 16. Januar 1947 zum Tode verurteilt und noch am selben Tag im Moskauer Lefortowo-Gefängnis gehängt.

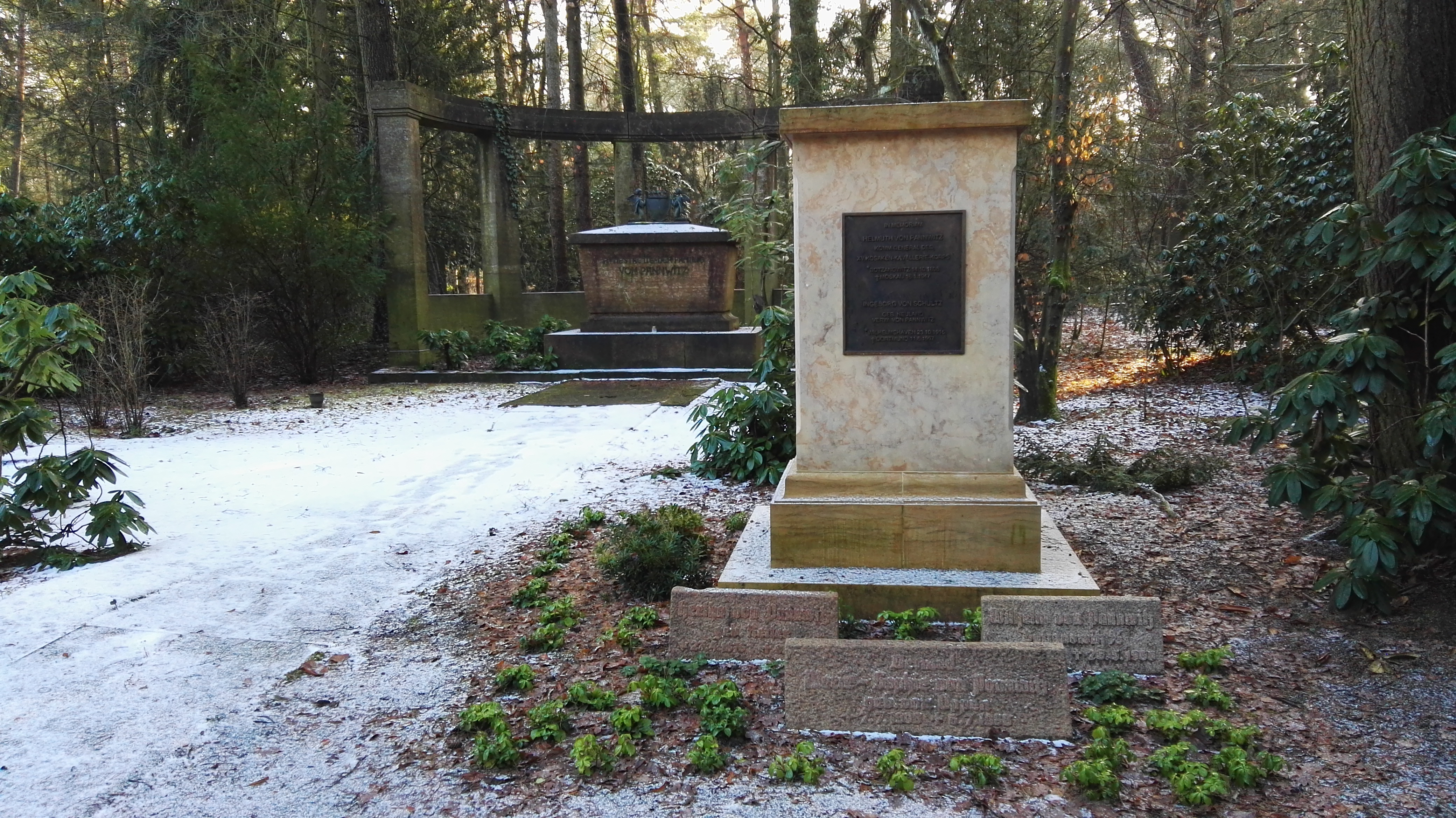
Gedenkgrab

Fast fünf Jahrzehnte nach seinem Tode wurde Pannwitz auf Betreiben seiner Familie am 23. April 1996 vorübergehend von der russischen Generalstaatsanwaltschaft in Moskau rehabilitiert. Am 28. Juni 2001 wurde dies von der Obersten Militärstaatsanwaltschaft der Russischen Föderation jedoch widerrufen: „Die Analyse dieser Strafsache zeigte, dass die früher gefällte Entscheidung, von Pannwitz zu rehabilitieren, falsch war und im Widerspruch zu den in der Akte vorhandenen Beweisen seiner Schuld an Verbrechen gegen die Völker der Sowjetunion und Jugoslawiens stand. Deshalb hob der Militärhauptstaatsanwalt diese Entscheidung als unbegründet auf. Das Urteil gegen von Pannwitz, gefällt 1947 durch das Militärkollegium des Obersten Gerichts nach dem Erlass des Präsidiums des Obersten Sowjets der UdSSR vom 19. April 1943, wurde als rechtmäßig und begründet anerkannt.“
Auf dem Südwestkirchhof Stahnsdorf erinnert heute an der Grabstätte der Familie ein Denkmal an ihn.

## Auszeichnungen
- Ritterkreuz des Eisernen Kreuzes am 4. September 1941[10]
  - Eichenlaub am 23. Dezember 1942 (167. Verleihung)
- Spange zum Eisernen Kreuz I. und II. Klasse
- Eisernes Kreuz I. und II. Klasse
- Schlesischer Adler II. u. I. Stufe
- Militärorden Michael der Tapfere III. und II. Klasse
- Orden der Krone König Zvonimirs I. Klasse mit Stern
- Ehrenritter des Johanniterordens

## Archivarische Überlieferung
Im Geheimen Staatsarchiv Berlin hat sich die Ermittlungsakte über die Ermordung des Journalisten Schottländer in Breslau im Jahr 1920 erhalten, bei der Pannwitz eine entscheidende Rolle zugeschrieben wurde (vgl. Rep. 84a, Nr. 14308).